# D'ora in poi (Umberto Bindi)
D'ora in poi è il quinto album discografico (LP) di Umberto Bindi, datato 1982.
Quest'album è stato ripubblicato in CD dalla D.V. More Records con il titolo Le voci della sera.

## Tracce
1. Le voci della sera (strumentale)
2. Caro qualcuno
3. Signora di una sera
4. Andante cantabile (strumentale)
5. L'impossibile idea
6. Profezia (strumentale)
7. Interludio (strumentale)
8. Le voci del mattino